# رئيس بالإنابة في باكستان
رئيس باكستان بالإنابة (بالأردوية: قائم مقام صدر پاکستان)‏ هو منصب مؤقت ينص عليه دستور باكستان. في حالة انتهاء فترة ولاية الرئيس مبكراً أو أثناء غياب الرئيس، يتولى رئيس مجلس الشيوخ المنصب، وفقاً لخط التنحية الرئاسية في باكستان، بحيث يأتي رئيس المجلس الوطني في المرتبة الثانية في سلسلة الخلافة.
شغل فضل قادر شودري منصب رئيس بشكل دوري خلال فترة رئاسته للمجلس الوطني، وذلك خلال فترات غياب الرئيس محمد أيوب خان عن البلاد. بالإضافة إلى ذلك، تولى رئيسان بالإنابة المنصب لفترات قصيرة من الزمن: وسيم سجاد ومحمد ميان سومورو. إذ شغل سجاد منصب الرئيس بالإنابة في مناسبتين غير متتاليتين في 1993 و1997-1998 على التوالي.

## المفتاح
| Symbol  | Meaning                           |
| ------- | --------------------------------- |
| CML     | مؤتمر الرابطة الإسلامية           |
| IND     | مستقل                             |
| PML (N) | الرابطة الإسلامية الباكستانية (ن) |
| PML (Q) | الرابطة الإسلامية الباكستانية (ق) |

## رؤساء بالإنابة
| الرقم | صورة                               | الاسم (الولادة–الوفاة)     | تقلد المنصب    | ترك المنصب     | الحزب السياسي (التحالف)           | الحزب السياسي (التحالف) | ملاحظات                                                                                              | المرجع |
| ----- | ---------------------------------- | -------------------------- | -------------- | -------------- | --------------------------------- | ----------------------- | --- | ------ |
| 1     |                                    | فضل قادر شودري (1919–1973) | 29 نوفمبر 1963 | 12 يونيو 1965  | مؤتمر الرابطة الإسلامية           | CML                     | شغل رئيس المجلس الوطني منصب الرئيس بالإنابة بشكل متقطع في فترات الغياب الرسمي للرئيس.                | [ 4 ]  |
| 2     |                                    | شيخ أنوار الحق (1917–1995) | 20 أبريل 1978  | 7 مايو 1978    | مستقل                             | IND                     | رئيس قضاة باكستان، شغل منصب الرئيس بالإنابة أثناء غياب محمد ضياء الحق خارج البلاد.                   | [ 5 ]  |
| 3     |                                    | غلام إسحاق خان (1915–2006) | 17 أغسطس 1988  | 12 ديسمبر 1988 | مستقل                             | IND                     | رئيس مجلس الشيوخ، شغل منصب الرئيس بالإنابة إلى غاية الانتخابات العامة عام 1988، وبعد ذلك أصبح رئيساً. | [ 6 ]  |
| 4     | —                                  | وسيم سجاد (1941– )         | 18 يوليو 1993  | 14 نوفمبر 1993 | الرابطة الإسلامية الباكستانية (ن) | PML (N)                 | رئيس مجلس الشيوخ، شغل منصب الرئيس بالإنابة مرتين.                                                    | [ 3 ]  |
| 4     | —                                  | وسيم سجاد (1941– )         | 2 ديسمبر 1997  | 1 يناير 1998   | الرابطة الإسلامية الباكستانية (ن) | PML (N)                 | | [ 3 ]  |
| 5     | A portrait of Muhammad Mian Soomro | محمد ميان سومورو (1950– )  | 18 أغسطس 2008  | 9 سبتمبر 2008  | الرابطة الإسلامية الباكستانية (ق) | PML (Q)                 | رئيس مجلس الشيوخ، شغل منصب الرئيس بالإنابة.                                                          | [ 7 ]  |